# Boňkovský rybník
Boňkovský rybník se nachází na okraji obce Boňkov v okrese Havlíčkův Brod na katastru Herálce. Po jeho hrázi vede silnice III/3482, která spojuje Skálu s Herálcem. Uprostřed hráze je umístěné stavidlo. V těsné blízkosti rybníka se podle přilehlého dvora zve boňkovská místní část Dvůr, tedy roku 1838 psáno Dwur, kde snad bylo k roku 1305 zaznamenáno první stavení v Boňkově. Později tam byla škrobárna a lihovar. Dnes jsou v areálu ustájeni koně. Na západní straně je rybník obklopen lesním porostem. Rybník byl vybudován před rokem 1838, kdy byl zakreslen na mapě stabilního katastru. Rozloha Boňkovského rybníka je 5,03 ha.

## Vodní režim
Rybník je napájen Boňkovským potokem a malým bezejmenným přítokem od západu. Před Boňkovským rybníkem potok napájí rybníky Kamenický, Velký Jankov, Tvrzný a U Dubu. Potok opouští rybník stavidlem na východní straně.
Celkový objem rybníka Vc je 40 000 m3 a retenční objem pak Vr je 26 500 m3.

## Využití
Dříve rybník sloužil k odběrům vody pro škrobárnu v objemu 200 tis. m3 za rok.